# Cytospora juglandina
Cytospora juglandina är en svampart som beskrevs av Sacc. 1881. Cytospora juglandina ingår i släktet Cytospora och familjen Valsaceae.   Inga underarter finns listade i Catalogue of Life.